# Резолюция Совета Безопасности ООН 196
Резолюция Совета Безопасности ООН № 196 — резолюция, принятая 30 октября 1964 года. Совет, рассмотрев заявление Мальты, рекомендовал Генеральной Ассамблее принять её в члены Организации Объединённых Наций.

## Голосование
Резолюция единогласно была принята на 1161-м заседании Совета Безопасности.
| За (11) | Воздержались (0) | Против (0) |
| --- | ---------------- | ---------- |
| - Великобритания - Китайская Республика - СССР - США - Франция - Боливия - Бразилия - Кот-д’Ивуар - Марокко - Норвегия - Чехословакия |                  |            |

 * жирным выделены постоянные члены Совета Безопасности ООН